# Max Scheler Gesellschaft
Der Zweck der Max Scheler Gesellschaft besteht in der Förderung der wissenschaftlichen Erforschung des Werkes von Max Scheler sowie in der Unterstützung der wissenschaftlichen Erschließung des Nachlasses. Die Gesellschaft setzt sich zum Ziel, die interdisziplinären und interkulturellen Denkansätze Max Schelers in die Öffentlichkeit einzubringen. Die Gesellschaft verfolgt ausschließlich und unmittelbar gemeinnützige und besonders förderungswürdige Zwecke. Als solche ist sie von den Finanzbehörden anerkannt. Sie verfügt über etwa 110 Mitglieder.

## Vorstand & Beirat
- Ehrenpräsident:  Manfred S. Frings (†); Wolfhart Henckmann (München)
- Präsident: Olivier Agard (Paris)
- Vizepräsident: Mikhail Khorkov (Moscow)
- Geschäftsführer: Matthias Schloßberger (Berlin)

Der Wissenschaftliche Beirat der Gesellschaft setzt sich zusammen aus:
- Christian Bermes, Universität Koblenz-Landau, Institut für Philosophie
- Guido Cusinato, Universität Verona, Institut für Humanwissenschaften
- Zachary Davis, St. John’s University, New York
- Michael Gabel, Universität Erfurt, Katholisch-theologische Fakultät
- Susan Gottloeber, Maynooth University, Department of Philosophy
- Evrim Kutlu, Universität zu Köln
- Patrick Lang, Université de Nantes, Centre atlantique de philosophie
- Hans Rainer Sepp, Karls-Universität Prag, Humanwissenschaftliche Fakultät
- Christian Sternad, Universität Koblenz-Landau, Institut für Philosophie
- Ingrid Vendrell-Ferran, Goethe-Universität Frankfurt am Main, Institut für Philosophie
- Zhang Wei, Guangzhou, Sun Yat-sen Universität, Institut für Philosophie

## Kolloquien und Tagungen
- Max Scheler and the Asian thought in the age of globalization, Guangzhou, China, November 2017.

## Publikationen (Gesammelte Werke)
Zuerst im Francke-Verlag, Bern/München erschienen, ab 1986 im Bouvier-Verlag, Bonn. Bis zu ihrem Tod (1969) hrsg. v. Maria Scheler, seither von M. S. Frings.
- GW I (1971): Frühe Schriften.
- GW II (1954, 20098): Der Formalismus in der Ethik und die materiale Wertethik.
- GW III (1955, 20076): Vom Umsturz der Werte. Abhandlungen und Aufsätze.
- GW IV (1982, 20082): Politisch-pädagogische Schriften.
- GW V (1954, 20006): Vom Ewigen im Menschen.
- GW VI (1963, 20084): Schriften zur Soziologie und Weltanschauungslehre.
- GW VII (1973, 20057): Wesen und Formen der Sympathie – Die deutsche Philosophie der Gegenwart.
- GW VIII (1960, 20084): Die Wissensformen und die Gesellschaft .
- GW IX (1979, 20083): Späte Schriften.
- GW X (1957, 20004): Schriften aus dem Nachlaß, Bd. 1: Zur Ethik und Erkenntnislehre.
- GW XI (1979): Schriften aus dem Nachlaß, Bd. 2: Erkenntnislehre und Metaphysik.
- GW XII (1987, 19972): Schriften aus dem Nachlaß, Bd. 3: Philosophische Anthropologie.
- GW XIII (1990): Schriften aus dem Nachlaß, Bd. 4: Philosophie und Geschichte.
- GW XIV (1993): Schriften aus dem Nachlaß, Bd. 5: Varia I.
- GW XV (1997): Schriften aus dem Nachlaß, Bd. 6: Varia II.